# Družstevní obilní skladiště (Jihlava)
Družstevní obilní skladiště je bývalý industriální objekt v Jihlavě v Chlumově ulici čp. 35 a je dominantou Špitálského předměstí. Vystavěn byl roku 1927 pro Německé zemědělské skladištní a hospodářské družstvo pro Štoky a Jihlavu. Od 6. dubna 2019 je kulturní památkou.

## Historie a popis
První skladiště si Německé zemědělské skladištní a hospodářské družstvo zřídilo roku 1917 v Dobroníně. Jihlavské se začalo stavět roku 1927 a v následujícím roce bylo převzato do provozu. Leží na křižovatce ulic Chlumova, Pražská a Havlíčkova. Stavba byla navržena architektem Johannem Theimerem, jenž pro potřeby družstva navrhl také menší skladiště v Uničově. Objekt se skládá z trojtraktové pětipodložní stavby s železobetonovým skeletem. Interiér je dělen dřevěnými příčkami na jednotlivé skladištní komory. V šestém podloží se nachází lamelový krov (tzv. Zollbau), jenž je 7 metrů vysoký a který vedle uničovského skladiště není nikdy jinde na území České republiky použit. V tomto prostoru se obilí pneumaticky sušilo a zbavovalo prachu. Do jednotlivých skladištních komor bylo poté rozváděno samospádem trubkami. Pro snadnější manipulaci s uskladněným obilím byly v přízemí objektu instalovány pásové dopravníky a při západním štítu nákladní výtahy. Strojní zařízení v objektu pochází od drážďanské firmy Mayer & spol. Zařízení bylo však zčásti nahrazeno v roce 1960.
Na jižním a severním průčelí budovy jsou umístěna industriální okna sdružená do trojic. Do štítů jsou zasazena kruhová okna. V oplechované střeše se nachází šest čtyřúhlých vikýřových oken. Vedle samotné skladištní budovy leží byty a kanceláře zaměstnanců, které rovněž spadají pod památkovou ochranu.
V současnosti se v bývalém silu nachází komunitní centrum.